# Экспедиция Арсеньева 1908—1910 годов
Юбилейная экспедиция Приамурского отдела ИРГО в память 50-летия присоединения Приамурья к России графом Муравьёвым-Амурским 1908—1910 годов — комплексная исследовательская экспедиция, предпринятая по инициативе Приамурского генерал-губернатора Павла Фёдоровича Унтербергера с целью исследования горной области Сихотэ-Алиня. Руководил экспедицией штабс-капитан Владимир Клавдиевич Арсеньев. Являясь продолжением экспедиций 1906 и 1907 годов, настоящая экспедиция предполагала обследование северной части Уссурийского края от нижнего течения реки Амур до побережья пролива Невельского, и от реки Хор до озера Кизи. Цели и задачи экспедиции были теми же, что и в предыдущих: военно-географические, военно-статистические, а также колонизационные и естественно-исторические. Кроме того, важной задачей экспедиции было отыскание кратчайшего летнего пути из Хабаровска до Императорской гавани. Экспедиция была снаряжена при содействии и на средства Приамурского отдела Императорского Русского Географического Общества и лично генерал-губернатора П. Ф. Унтербергера.
Продолжительность экспедиции — девятнадцать месяцев (с 24 июня [7 июля] 1908 года по 21 января [3 февраля] 1910 года). Экспедиция 1908—1910 гг. являлась самой продолжительной и самой трудной из экспедиций В. К. Арсеньева. В ходе экспедиции отряд Арсеньева перенёс тяжёлую 21-дневную голодовку и находился на грани гибели, однако благодаря счастливому стечению обстоятельств был спасён встречным отрядом, и продолжил свой маршрут.
Путевые дневники В. К. Арсеньева из экспедиции 1908—1910 годов легли в основу повести «В горах Сихотэ-Алиня», а также нескольких его научных работ и исследовательских очерков.

## Участники экспедиции
В состав экспедиционного отряда вошли:
- Владимир Клавдиевич Арсеньев — начальник экспедиции, 23-го Восточно-Сибирского стрелкового полка штабс-капитан.
- Тимофей Антонович Николаев — помощник начальника экспедиции по хозяйственной и организационной части, 23-го Восточно-Сибирского стрелкового полка штабс-капитан. Участник кампании 1900—1901 гг. и Русско-Японской войны 1904—1905 гг.
- Наум (Нума) Августович Десулави — флорист экспедиции. Известный ботаник, преподаватель французского языка в Хабаровском кадетском корпусе. По происхождению швейцарец. Участник экспедиции 1907 года[3]. Статский советник.
- Иосиф Александрович Дзюль — железнодорожник, охотник и краевед. Начальник железнодорожной станции Корфовская, корреспондент «Наша охота»[4].
- Степан Фёдорович Гусев — геолог экспедиции.
- Нижние чины:
  - от 23-го Восточно-Сибирского стрелкового полка: стрелки Пётр Вихров, Станислав Глегола, Михаил Марунич и Иван Туртыгин.
  - от 24-го Восточно-Сибирского стрелкового полка: стрелки Михаил Курашев, Илья Рошков и Павел Ноздрин.
  - от Уссурийского казачьего дивизиона: казаки Григорий Димов и Иван Крылов.
- Тимофей Косяков — нанаец, переводчик экспедиции.
- Чжан-Бао (Чан-Гин-Чин) — китаец, проводник экспедиции. Старшина дружины охотников за хунхузами.

## Ход экспедиции

### Начальный этап: июнь 1908 — февраль 1909
Организация следующей, более масштабной экспедиции началась весной того же 1908 года, и опять же — по поручению генерал-губернатора Приамурского края, П. Ф. Унтербергера и при поддержке ИРГО. Имея прежние цели — естественно-научную и историческую, экспедиция должна была обследовать практически неизведанную прежде северную часть Уссурийского края и хребта Сихотэ-Алинь от реки Анюй до Императорской гавани. Существовавшие в начале XX века карты этого района были очень приблизительными и содержали немало белых пятен. Так, например, 40-вёрстная карта 1889 года представляла собой фактически только схему речной сети и, как впоследствии выяснилось в ходе экспедиции — довольно неточную. В экспедиции, помимо начальника — штабс-капитана Владимира Арсеньева, принимали участие семь стрелков и двое уссурийских казаков, штабс-капитан Т. А. Николаев в качестве помощника Арсеньева, флорист Н. А. Десулави, охотник-любитель И. А. Дзюль, геолог С. Ф. Гусев, а также китаец Чжан-Бао и гольд-переводчик Тимофей Косяков, примкнувшие к отряду уже в ходе экспедиции. Кроме того, на различных этапах пути к отряду присоединялись проводники из числа туземцев.

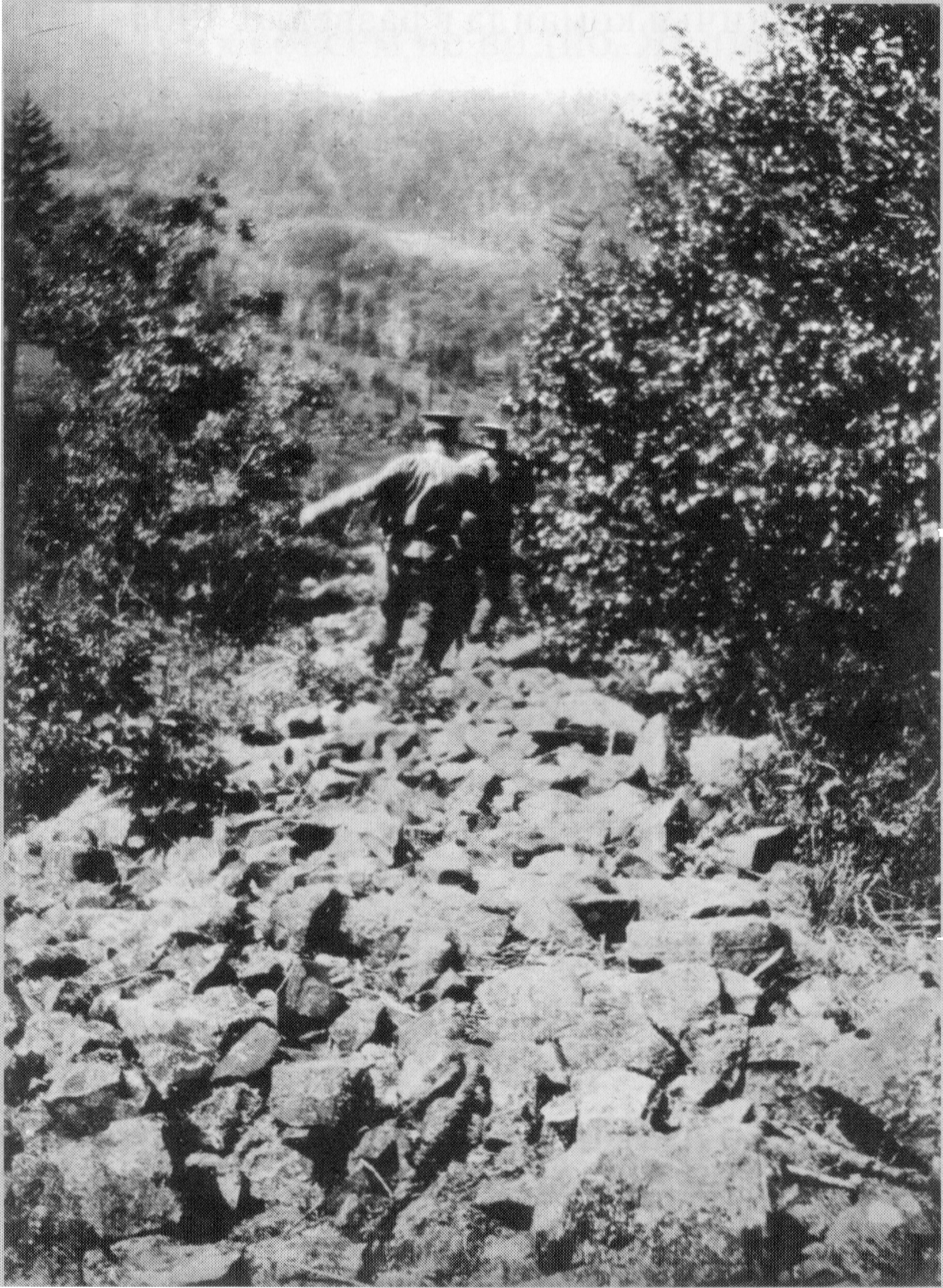
Спуск по осыпи. Фотография В. К. Арсеньева

Изначально отряд разделился на две части. Первая часть — семь стрелков под командованием штабс-капитана Николаева в начале июня 1908 года отправилась морем из Владивостока в Императорскую Гавань для организации трёх продовольственных лагерей для экспедиции, затем они должны были идти навстречу основному отряду В. К. Арсеньева. Кроме начальника экспедиции в состав этого отряда входил С. Ф. Гусев, Н. А. Десулави, И. А. Дзюль и два казака Уссурийского казачьего дивизиона — И. Крылов и Г. Димов. 24 июня (7 июля) 1908 года они отплыли из Хабаровска на пароходе, и на следующее утро сошли на берег Амура в селе Троицком. Там их ждали гольды с лодками, на которых отряд отправился вверх по реке Анюй, и далее к хребту Сихотэ-Алинь, чтобы перевалить через него и достигнуть Императорской Гавани. Через две недели пути ботаник Десулави, узнав, что путь до морского побережья в условиях шедших тогда дождей мог занять до двух месяцев, решил вернуться к устью Анюя и заняться сбором ботанических коллекций там, боясь застрять в тайге на неопределённое время и не успеть в Хабаровск к концу отпуска. 21 июля (3 августа) путешественники достигли реки Бира, где Арсеньев отпустил орочей с лодками восвояси, и дальше экспедиция продолжила свой путь на хребет Сихотэ-Алинь пешком.
Переход через хребет был сопряжен с большими трудностями: во время спуска приходилось идти в обход скал, утёсов и обрывов, и порой снова лезть в гору. Карабкаясь по склонам, уставшим путешественникам приходилось отдыхать каждые несколько шагов. Кроме того, начиная с 4 (17) августа у экспедиции стало заканчиваться продовольствие, поэтому было приказано экономить продукты и соль. Ситуация усугублялась тем, что путешественники находились, по выражению самого Арсеньева, в «лесной пустыне»: это была совершенно глухая неизученная местность, и за многие километры вокруг не было даже ни одного стойбища туземцев, где отряд мог бы рассчитывать на помощь продовольствием и снаряжением. После спуска с хребта и нескольких дней пути путешественники оказались, как позже выяснилось, на месте впадения реки Аделами в реку Бута. Было решено изготовить лодки из найденных неподалёку тополей и дальше сплавляться на них. Но, как и следовало ожидать, сделанные наспех лодки плохо держались на воде: одна из лодок с людьми и снаряжением сразу же после отплытия перевернулась, из-за чего течением унесло две палатки, промокли многие вещи, в том числе три ружья и скудные остатки чумизы, а также фотоаппарат с кассетами. После просушки снаряжения, отнявшей полдня, в лодках было решено оставить всего лишь по два человека. Остальные шли по берегу, попутно собирая грибы к ужину. Позже в этот же день пострадала и вторая лодка, у которой от удара от берег сломался нос. Через два дня, 13 (26) августа, после очередного крушения, из-за которого утонули многие вещи, было решено бросить обе лодки и часть снаряжения, взяв только самое ценное, и идти пешком. Началась жёсткая голодовка. Позднее Арсеньев писал:

«Предвидеть это крушение никак было нельзя. С этого времени начинается ужасная голодовка, которая длилась 21 сутки.
Пробираясь через горы, тайгой через заросли, люди ели всё, что попадалось под руки: зелёные ягоды, листья Petasites, ели не то мох, не то грибы из семейства Calvaria, от которых тошнило. По дороге собака нашла гнилую рыбу, она издавала сильный запах, люди бросились отнимать у неё эту добычу. Наконец, маленький отряд дотащился до слияния двух рек: Хуту и Буту. Здесь нижние чины окончательно обессилели и свалились с ног. Надо было видеть, какой они имели истощённый вид. Все были сумасшедшие, все были душевнобольные; все ссорились между собой из-за всякого пустяка, придирались друг к другу из-за всякой мелочи, все стали суеверны, начали верить всякому сну, каждой примете. Слабые духом начали говорить о самоубийстве».

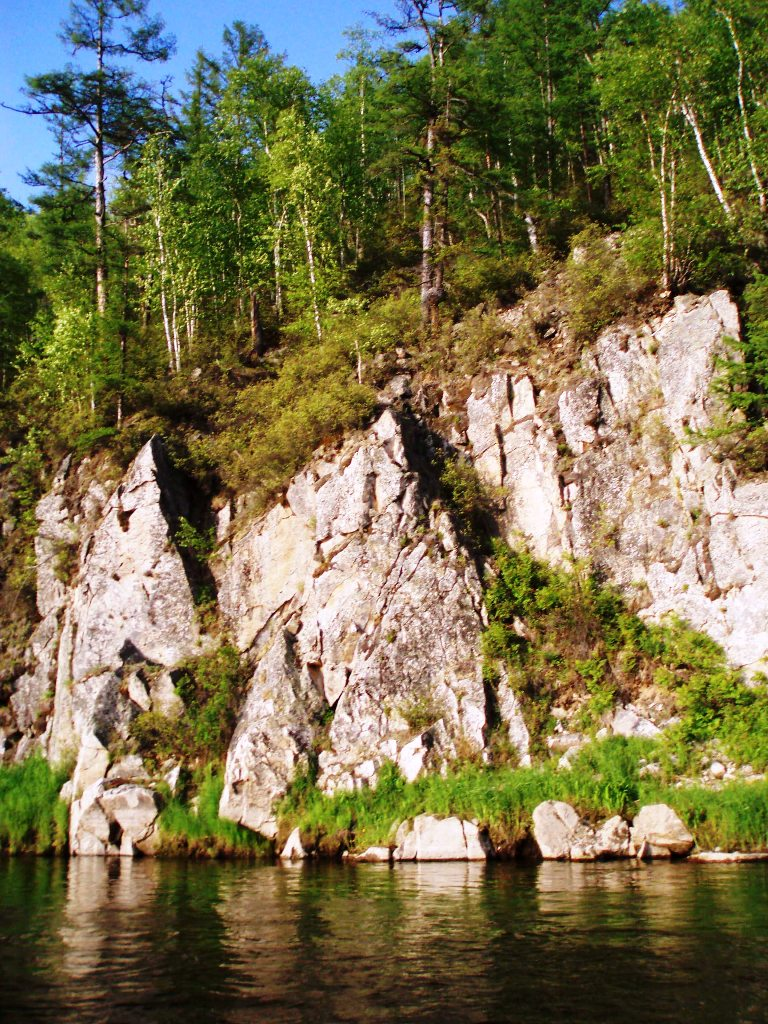
Подобные скалы не единожды преграждали путь отряду Арсеньева на маршруте по реке Хуту

Любимая собака Арсеньева Альпа, которая на протяжении восьми лет сопровождала его в экспедициях, обессилела настолько, что не могла идти дальше. Её пришлось застрелить, а мясом накормить других собак и людей. Остатки собачатины были разделаны. Было приказано беречь мясо, чтобы его хватило подольше. К счастью, 16 (29) августа в протоке реки было найдено много кеты, благодаря чему экспедиция была на некоторое время спасена: как позже писал Арсеньев, люди с жадностью бросились есть сырую рыбу, и только позже, утолив первые приступы голода и остановившись на днёвку, начали её готовить. Всю ночь и весь последующий день разделанную кету сушили на костре, чтобы взять её с собой в дорогу как неприкосновенный запас.
Тем временем, не было видно ни встречного отряда штабс-капитана Николаева, ни оставленных им баз с продовольствием. Переводчик-гольд и Чжан-Бао сильно заболели и едва могли идти. Но никто из обессилевших членов экспедиции не мог их нести, а мысли о том, чтобы их оставить, даже не было ни у кого в голове. 21 августа (3 сентября) ко всеобщей радости на противоположном берегу реки была замечена собака: её присутствие говорило о том, что вблизи есть люди. Однако вскоре надежда встретить орочей рухнула. Стало ясно, что они либо прошли другой протокой, либо умышленно скрывались от отряда Арсеньева в лесу. Утром 22 августа (4 сентября) были съедены последние остатки сухой рыбы. Чжан-Бао, из-за болезни не спавший всю ночь, на рассвете встал и пошёл вперёд один. В течение дня основной отряд, мучимый жарой и гнусом, так и не смог его догнать: гольд-переводчик совершенно не мог идти, и после короткого перехода пришлось остановиться. К вечеру Чжан-Бао так и не вернулся на бивак. Было решено сделать оморочку, чтобы на ней послать двух людей вниз по течению, к устью, в надежде встретить по пути стойбища орочей и попросить у них помощи. Тем же вечером свалили тополь и начали выдалбливать из него лодку, на что ушло больше двух дней.

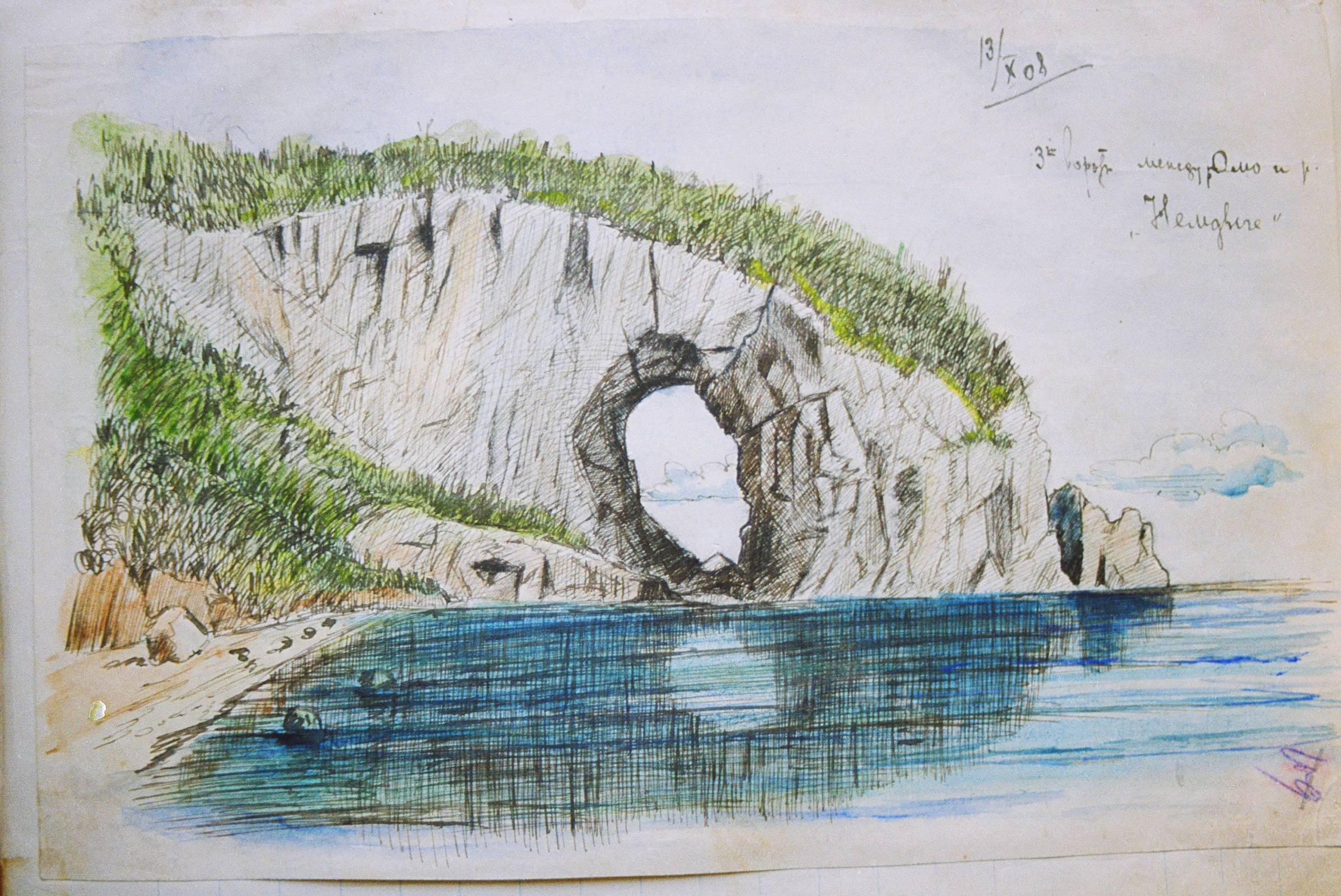
Рисунок В. К. Арсеньева из путевого дневника 1908 года

По совершенно невероятному стечению обстоятельств, Чжан-Бао не погиб, и через два дня после своего ухода, из последних сил обойдя сопку, снова вышел к реке. Там он неожиданно встретил отряд штабс-капитана Николаева. Узнав о ситуации, Николаев вместе с орочами тут же поспешил на помощь отряду Арсеньева, и уже утром 25 августа (7 сентября) добрался до его бивака и спас погибающих путешественников.
Как выяснилось позднее, организации поисков поспособствовал председатель Приамурского отдела Русского географического общества С. Н. Ванков. Беспокоясь из-за долгого отсутствия вестей от экспедиции Арсеньева, он послал телеграмму штабс-капитану Николаеву, в которой указал на необходимость организации поисков. В свою очередь, штабс-капитан Николаев предпринял длительные поиски вверх по реке Хади, однако, не найдя там никаких следов отряда Арсеньева, возвратился к берегу моря. Экспедиция была спасена благодаря орочам с реки Тумнин. Находясь на охоте, орочи с противоположного берега реки увидели отряд Арсеньева, однако из-за их потрёпанного вида приняли отряд за бродяг, и скрылись в прибрежных зарослях. Именно их собаку видели сидящей на берегу реки члены отряда Арсеньева. Узнав о поисках штабс-капитана Николаева, старшина орочского селения Хуту-Дата Фёдор Бутунгари отправил к нему проводников и гонцов с сообщением о маршруте отряда Арсеньева. Благодаря этому, а также случайно встреченному Чжан-Бао, экспедиция была спасена. Позже Арсеньев добился награждения Фёдора Бутунгари за помощь экспедиции серебряной медалью.
27 августа (9 сентября) экспедиция вышла к морю, а в середине сентября добралась до Императорской гавани, где впервые за долгое время люди смогли по-настоящему выспаться и отдохнуть. Более двух недель потребовалось людям из отряда Арсеньева, чтобы оправиться после 21-дневной голодовки на реке Хуту. Только два человека — казак и стрелок, не смогли выздороветь, и вместе с психически заболевшим геологом Гусевым были отправлены в Хабаровск из-за крайнего истощения. 14 (27) сентября экспедиция покинула Императорскую гавань, и на лодках, вдоль берега моря, отправилась на юг. В устье Самарги, куда экспедиция добралась 28 октября (10 ноября), пришлось целый месяц ждать штабс-капитана Николаева, который должен был доставить новое снаряжение. Дальнейший путь по зимней тайге экспедиция проделала на нартах, в которые было запряжено несколько собак. Встретив новый 1909 год в устье реки Буй, отряд перевалил через хребет Сихотэ-Алинь и, без происшествий пройдя сквозь тайгу, вышел к Амуру. Экспедиция разбила лагерь в 128 километрах от Хабаровска, а Арсеньев отправился в город, чтобы доложить о результатах экспедиции.

### Заключительный этап: февраль 1909 — январь 1910

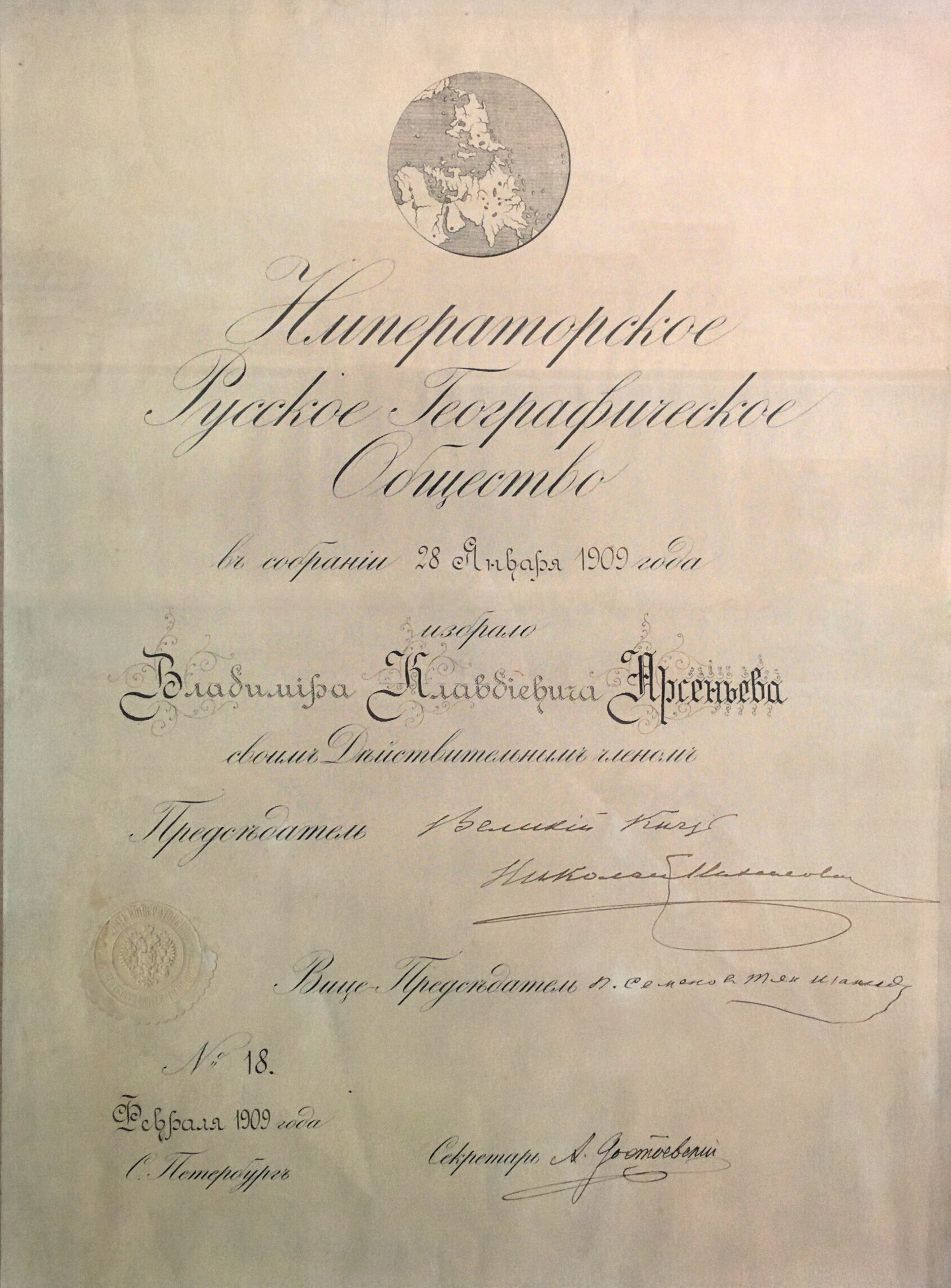
Диплом Действительного члена Императорского Русского Географического Общества, выданный В. К. Арсеньеву. Подписан председателем ИРГО Великим князем Николаем Михайловичем и заместителем председателя ИРГО П. П. Семёновым-Тян-Шанским

Доклад, сделанный Арсеньевым в зале Общественного собрания, был встречен стоячей овацией. Слушатели были восхищены мужеством оказавшихся на краю гибели путешественников. 28 января (10 февраля) 1909 года Арсеньева избрали действительным членом Императорского Русского Географического Общества. Рекомендации ему дали секретарь ИРГО А. А. Достоевский и действительный член этого общества ротмистр А. Н. Гудзенко. 3 (16) февраля Арсеньев сдал в Переселенческое управление предварительный колонизационный отчёт экспедиции. После недолгого отдыха дома Арсеньев вернулся к своему отряду, стоявшему лагерем у озера Синда, и 16 февраля (1 марта) 1909 года экспедиция продолжила работу. Спустившись вниз по течению Амура к устью реки Анюй, отряд пошёл по рекам Пихца и Тормасуни. Достигнув 14 (27) марта хребта Сихотэ-Алинь, экспедиция перебралась через него и вышла к реке Икбу, и затем к реке Коппи.
28 марта (10 апреля) отряд Арсеньева вышел к Татарскому проливу, и на лодках отправился к мысу Кекурному. 5 (18) мая, проведя исследования в прибрежном районе, отряд пешком добрался до маяка Святого Николая в Императорской Гавани, чтобы и там провести необходимые работы. Закончив, экспедиция повернула обратно на север, и 27 мая (9 июня) достиг бухты Аука, а затем, пройдя мыс Сюркум и бухту Молосова, 15 (28) июня достигла залива Де-Кастри, где экспедиционный отряд расположился на недельный отдых. Отсюда экспедиция двинулась в сторону села Мариинско-Успенского на озере Кизи. Следующая часть маршрута снова была пройдена на лодках: 13 (26) июля экспедиция вернулась к хребту Сихотэ-Алинь, который перевалила по рекам Ясемаль и Чичемаль, а затем вышла на реку Тумнин, по которой 27 июля (9 августа) 1909 года добралась до Императорской гавани. В период с августа по октябрь 1909 года Арсеньев обследовал бассейны рек Хади, Тутто, Ма, Уй и Чжуанка, впадающих в Татарский пролив в районе Императорской гавани.
3 (16) октября Арсеньев, в отряде которого на тот момент оставались лишь двое сибирских стрелков — И. Рожков и П. Ноздрин, приступил к длительному маршруту по рекам Тумнин, Акур и Хунгари из бухты Дата к Амуру. Совершив 76-дневный лыжный переход через Сихотэ-Алинь, 11 (24) января 1910 года путешественники вышли к селу Вознесенскому на Амуре. Экспедиция, длившаяся 19 месяцев, завершилась 21 января (3 февраля) возвращением в Хабаровск. В тот же день на собрании Приамурского отдела ИРГО экспедиции Арсеньева было присвоено название «Юбилейная» — в честь 50-летия присоединения Приамурского края к Российской Империи по результатам подписания Айгунского договора.
Результатом экспедиции стали обширные этнографические, ботанические и другие коллекции, больше сотни листов маршрутной съемки, многочисленные фотопластинки, восемь экспедиционных тетрадей, в числе которых три путевых дневника, три дневника метеорологических наблюдений и два журнала астрономического определения пунктов, множество рисунков и абрисов съёмок местности, различных собранных сведений о реках, флоре и фауне, а также словарные материалы по орочскому и удэгейскому языкам, и много другого. Все сделанные маршрутные съёмки были сданы в штаб Приамурского военного округа. В ходе экспедиции были проведены раскопки старинных укреплений, найдены две стоянки каменного века. Хребет Сихотэ-Алинь был пересечён семь раз.
По просьбе редактора хабаровской газеты «Приамурье» А. П. Синицкого Арсеньев по мере возможности прямо из экспедиции присылал в редакцию письма с путевыми заметками. Свой первый «Отрывок из путевого дневника» он отправил вместе с возвращавшимися из тайги проводниками-орочами 21 июля (3 августа) 1908 года. За время экспедиции Арсеньев отправил более 70 писем, из которых дошла до Хабаровска и появилась в печати только половина. Эти письма, в 1908—1912 годах публиковавшиеся в газете под общим заголовком «Из путевого дневника», позже легли в основу повести Арсеньева «В горах Сихотэ-Алиня». Кроме того, спустя почти полвека, уже после смерти В. К. Арсеньева, исследователь его биографии, этнограф, фольклорист и его личный знакомый М. К. Азадовский, не без оснований считавший эти заметки первым научно-популярным трудом Арсеньева, снабдил их обширными комментариями и издал отдельной книгой, дав ей название «Жизнь и приключения в тайге».

### Комментарии
1. ↑  То есть 40 вёрст в одном дюйме, что приблизительно равно 17 километрам в одном сантиметре (1 : 1 679 921)[5].
2. ↑  Остальные члены экспедиции постепенно выбывали из неё по окончании срока службы или по болезни[19].